# Гигантский коготь (фильм)
«Гигантский коготь» (англ. The Giant Claw) — американский фантастический фильм ужасов 1957 года кинокомпании Columbia Pictures. Режиссёром фильма выступил Фред Сирс. В главных ролях снимались Джефф Морроу, Мара Кордэй, Моррис Анкрум и Роберт Шейн.
Релиз на DVD состоялся в октябре 2007 года.

## Сюжет
Всё чаще и чаще происходят таинственные исчезновения самолётов. Периодически до правительства США доходят сообщения об НЛО, которые, впрочем, не воспринимаются всерьёз. Вскоре весь мир оказывается потрясён появлением чудовищной птицы из другого параллельного измерения. Чудовище «размером с корабль» атакует Нью-Йорк, вся армейская мощь не может её остановить. Только после использования смертельного изотопа птица погибает. В финале фильма показан гигантский коготь птицы, опускающийся под воду.

## В ролях
| Актёр         | Роль                |
| ------------- | ------------------- |
| Джефф Морроу  | Митч Мак'Афи        |
| Мара Кордей   | Салли Кальдвелл     |
| Моррис Анкрам | Эдвард Консидин     |
| Роберт Шейн   | генерал Ван Баскирк |
| Луис Меррилл  | Пьерр Бруссард      |
| Эдгар Барриер | Карол Ноиманн       |
| Фрэнк Гриффин | пилот Пит           |
| Кларк Ховат   | Берген              |

## Факты
- На постере фильма у птицы не видна голова.
- Имя птицы La Carcagne заимствовано из франкоканадского фольклора, однако там так называли ведьму с волчьей головой и крыльями летучей мыши. Подобно Банши, это символ смерти.